# Katmandujska dolina
Katmandujska dolina (nepalsko काठमाडौं उपय्यका, Nepal Bhasa: ववगःगःगः, नेपाग ःा), zgodovinsko znana kot Nepalska dolina ali dolina Nepe, leži na stičišču starodavnih civilizacij indijske podceline in širše azijske celine in ima najmanj 130 pomembnih spomenikov, vključno z več romarskimi mesti za hindujce in budiste. V dolini je sedem mest Unescove svetovne dediščine .
V preteklosti so dolina in sosednja območja sestavljala konfederacijo, znano kot Nepalska mandala. Do 15. stoletja je bil Bhaktapur njena prestolnica, ko sta bili ustanovljeni še dve prestolnici, Katmandu in Lalitpur (zgodovinski Patan) .
Katmandujska dolina je najbolj razvito in poseljeno območje v Nepalu. Večina ustanov in sedežev podjetij je v dolini, zaradi česar je gospodarsko središče Nepala. Priljubljena je med turisti zaradi svoje edinstvene arhitekture in bogate kulture, ki vključuje največje število uličnih festivalov (jatra) v Nepalu. Britanski zgodovinarji so sami poimenovali dolino kot »Pravi Nepal«.
Leta 2015 je Katmandujsko dolino aprila 2015 prizadel potres . Povzročil je tisoče smrtnih žrtev in uničenje številnih infrastruktur v dolini. Mesta Lalitpur, Kirtipur, Madhyapur Thimi, Bhaktapur skupaj predstavljajo približno pet milijonov ljudi in občine v Katmandujski dolini. Katmandu pa je tudi največja metropola na območju himalajske gorate regije.

## Etimologija
Katmandu ni avtohtono ime, ki ga uporabljajo avtohtoni prebivalci Nepa v dolini. Izraz Nepa-al pomeni 'deželo Nepov' in se je tradicionalno uporabljal za označevanje te doline.
Pahari ime Katmandu prihaja iz zgradbe na Kraljevem trgu, ki se v sanskrtu imenuje Kāsṣtha mandapa 'Leseno zavetje'. Ta edinstven tempelj, znan tudi kot Maru Sattal, je leta 1596 zgradil kralj Lakšminarasimha Malla. Celotna konstrukcija ni vsebovala železnih žebljev ali opornikov in je bila v celoti narejena iz lesa. Legenda pravi, da je bil les, uporabljen za to dvoetažno pagodo, pridobljen iz enega samega drevesa.

## Območje Kavre
Mesta Banepa, Panauti in Dhulikhel prav tako veljajo za del Katmandujske doline, saj imajo podobno kulturo.

## Zgodovina
Katmandujska dolina je bila morda naseljena že leta 300 pr. n. št., saj najstarejši znani predmeti v dolini izhajajo iz nekaj sto let pred našim štetjem. Najzgodnejši znani napis je datiran v leto 185 n. št.. Najstarejša trdno datirana stavba v potresni dolini je stara več kot 2000 let. Štiri stupe okoli mesta Patan, ki je je postavila Čarumati, domnevna hči Maurijskega cesarja Ašoke, v tretjem stoletju pr. n. št., potrjujejo starodavno zgodovino, prisotno v dolini. Kot pri zgodbah o Budovem obisku, ni nobenega dokaza, ki bi podpiral Ašokov obisk, vendar pa so verjetno nastale v tistem stoletju. Licchavidi, katerih najstarejši napisi izvirajo iz leta 464, so bili naslednji vladarji doline in so imeli tesne vezi z indijskim cesarstvom Guptov. Mallasi so vladali v dolini in okolici od 12. do 18. stoletja, ko je rodbina Shah, kraljestva Gorka pod Pritji Narajan Shahom osvojila dolino in ustvarila današnji Nepal. Njegova zmaga v bitki pri Kirtipurju je bila začetek njegovega osvajanja doline.

### Nevarci
Nevarci so avtohtoni prebivalci in ustvarjalci zgodovinske civilizacije doline. Njihov jezik je danes znan kot Nepal Bhasa . Razume se, da so potomci različnih etničnih in rasnih skupin, ki so naselili in vladali v dolini v dvatisočletni zgodovini območja. Znanstveniki so tudi opisali Nevarce kot narod . Razvili so delitev dela in prefinjeno urbano civilizacijo, ki ni bila vidna drugod v vznožju Himalaje. Znani so po svojem prispevku k umetnosti, kiparstvu, arhitekturi, kulturi, književnosti, glasbi, industriji, trgovini, kmetijstvu in kuhinji ter pustili pečat v umetnosti srednje Azije.
Nova arhitektura je sestavljena iz pagod, stup, šikar, čaitij in drugih slogov. Blagovna znamka doline je večnadstropna pagoda, ki je morda nastala na tem območju in se je razširila v Indijo, na Kitajsko, v Indokino in na Japonsko . Najbolj znan obrtnik, ki je vplival na slogovna dogajanja na Kitajskem in v Tibetu, je bil Araniko, Nevarec, ki je v 13. stoletju prišel na dvor Kublajkana. Znan je po tem, da je zgradil belo stupo v templju Miaoying v Pekingu. Ljudje iz drugih delov Nepala se zaradi visoke stopnje kulturnega in gospodarskega razvoja po navadi selijo v dolino zaradi boljšega življenja. Tudi z urbanizacijo, ki se hitro razvija, so Nevarci ohranili svojo kulturo v Katmandujski dolini.

## Mitologija
Po mnenju Swayambhu Purane je bila Katmandujska dolina nekoč jezero, za katero znanstveniki menijo, da je paleo Katmandujsko jezero, ki je nastalo pred več kot milijon leti s tektonskim dvigom južnega roba doline in zajezitvijo proto-Bagmati, kjer je danes Katuwal Daha. Geologi so v dolini našli fosilne ostanke izumrlih prednikov mamutov, povodnih konjev in krokodilov. Na sedimentu so se nabrali s cvetnim prahom, kar kaže, da je obrežje jezera Katmandu močno pogozdeno z borovci in mišjaki in da je bilo prepredeno z divjimi živalmi.
Na hribu, kjer je stupa Svajambu, so rastle lotosove rastline s cvetovi. Ena zgodba pravi, da je Bog Mandžusri z mečem čandrahraša izrezal sotesko v dolino, imenovano Kašapal (pozneje imenovano Čobhar) in odcedil vode, da bi vzpostavil bivalno zemljišče.
Kot pravi Gopal Banšavali, je Krišna s svojo Sudaršana čakro prerezal sotesko, da bi spustil vodo ven. Potem je odcejeno dolino predal ljudem Gopal Vansi, ki so bili nomadski kravji pastirji.

## Geografija
Katmandujska dolina ima obliko sklede. Njen osrednji spodnji del stoji na 1425 metrih nadmorske višine. Obkrožajo jo štiri gorske verige: Šivapuri (na nadmorski višini 2800 metrov), Phulčovki (2795 metrov), Nagarjun (2825 metrov) in Čandragiri (2551 metrov). Glavna reka, ki teče skozi dolino je Bagmati.
Dolino sestavljajo okrožja Katmandu, Lalitpur in Bhaktapur, ki se raztezajo na površini 570 km2. Dolino sestavljajo občinska območja Katmandu, Patan, Bhaktapur, Kirtipur in Madhyapur Thimi; preostalo območje sestavljajo številne občine in podeželske občine (v okrožju Lalitpur). Dolina je kulturno in politično središče Nepala. Katmandujska dolina je leta 1979 dobila Unescov status svetovne dediščine.

## Znamenitsati
To je nepopoln abecedni seznam pomembnih templjev in spomenikov v Katmandujski dolini. Sedem od njih je uvrščenih na seznam svetovne dediščine UNESCA.
- Okrožje Bhaktapur
  - Bhaktapurski kraljevi trg (Unescova dediščina)
  - Tempelj Čangu Narajan (Unescova dediščina)
  - Tempelj Dolešwor Mahadeva
  - Kip Kailašnath Mahadev
  - Tempelj Surjavinajak
- okrožje Katmandu
  - Tempelj Pašupatinat (Unescova dediščina)
  - Tempelj Adinat Lokešvar
  - Stupa Boudhanath (Unescova dediščina)
  - Tempelj Bagh Bhairab
  - Tempelj Dakšinkali
  - Tempelj Guhješvari
  - Katmandujski kraljevi trg (Unescova dediščina)
  - Palača Narayanhity
  - Rani Pokhari
  - Stupa Svajambu (Unescova dediščina)
  - Tempelj Uma Mahešwar
  - Tempelj Ajima
  - Tempelj Džal Binajak
  - Tempelj Čandra Binajak
  - Tempelj Budhanilkantha
- Okrožje Lalitpur
  - Patanski kraljevi trg (Unescova dediščina)
  - Tempelj Rato Macčindranath, Bungamati

## Danes
V tej dolini je Unescov seznam svetovne dediščine s sedmimi ohranjenimi lokacijami: centri treh glavnih mest, Katmandu Hanuman Dhoka, Patanski kraljevi trg in Bhaktapurski kraljevi trg, dve najpomembnejši budistični stupi, Svajambhunat in Boudhanath ter dve slavni hindujski svetišči, templja Pašupatinat in Changu Narayan. Leta 2003 je UNESCO uvrstil območja kot "ogrožena" zaradi zaskrbljenosti zaradi stalne izgube pristnosti in izjemne univerzalne vrednosti kulturnih dobrin. Ogroženi status je bil leta 2007 odpravljen .
V preteklosti so tibetanski budistični mojstri, med drugim Marpa, Milarepa, Rwa Lotsava, Ras Chungpa, Dharma Swami, XIII Karmapa, XVI Karmapa in več drugih obiskali in potovali v Katmandujsko dolino. Vendar je največja skupina Tibetancev prišla v 1960-ih letih. Mnogi so se naselili okoli Svajambhunata in stup Boudhanath. Mnogi drugi slavni lame, ki so znani po vsem svetu, imajo svoje budistične samostane in središča v dolini .
1500-letna zgodovina pogrebne arhitekture v dolini ponuja nekaj najboljših primerov kamnite arhitekture, ki jo najdemo na podcelini. Caitya je postavljena v skoraj vsa dvorišča v mestih, kot je Patan . Kamniti napisi v dolini so pomembni viri za zgodovino Nepala.